# Phyllostachys glauca
Phyllostachys glauca là một loài tre trong họ Hòa thảo, được McClure miêu tả khoa học đầu tiên năm 1956. Loài này được tìm thấy ở các tỉnh Anhui, Henan, Hunan, Jiangsu, Shaanxi, Shandong, Shanxi, Yunnan, Zhejiang của Trung Quốc.